# 大英帝国王冠
大英帝国王冠（だいえいていこくおうかん、英: Imperial State Crown）は、連合王国の戴冠宝器 (en:Crown Jewels of the United Kingdom) の一つである。

## 概要
この王冠は聖エドワード王冠と同じようなデザインになっている。交互に配置された4個のクロスパティーと4個のフルール・ド・リスを基調とし、その上に4本のハーフ・アーチが十字に架け渡されている。内側は白貂の毛皮で縁取ったベルベット帽になっている。大英帝国王冠にはいくつかの貴重な宝石が使われており、それらには 2,868 個のダイヤモンド、273 個の真珠、17 個のサファイア、11 個のエメラルド、5 個のルビーが含まれる。
この王冠には、いくつかの有名な宝石が使われている。
聖エドワードのサファイア
王冠の頂点にある十字には「聖エドワードのサファイア」として知られる宝石が据えられており、これはエドワード懺悔王の指輪（飾り冠の可能性もある）からとられたサファイアである。
黒太子のルビー（実際はスピネル）
正面のクロス・パティに据えられている。
カリナンII
王冠正面のサークレット部に据えられている。
ステュアートのサファイア
王冠背面のサークレット部には 104 カラットのサファイアが据えられている。

## 使用
大英帝国王冠は一般に戴冠式の最後、新しい王がウェストミンスター寺院から去る際に用いられ、通常は戴冠式中に実際使われる王冠とはならない。しかしヴィクトリア女王とエドワード7世は式の最中も実際にこの王冠を使用した。二人とも、通常使う聖エドワード王冠が重過ぎることに不満だったからである。
この王冠はイギリス議会開会式に国王が臨席する際も使われる。伝統として、国王がバッキンガム宮殿を出立する前に、王冠とその他の宝石類はそれぞれの容器に収められて馬車でウェストミンスター宮殿に届けられる。そして国王が式服を着、王冠を被る式服着替え室へ運び込まれる。

## 歴代の王冠

### 歴代の王冠

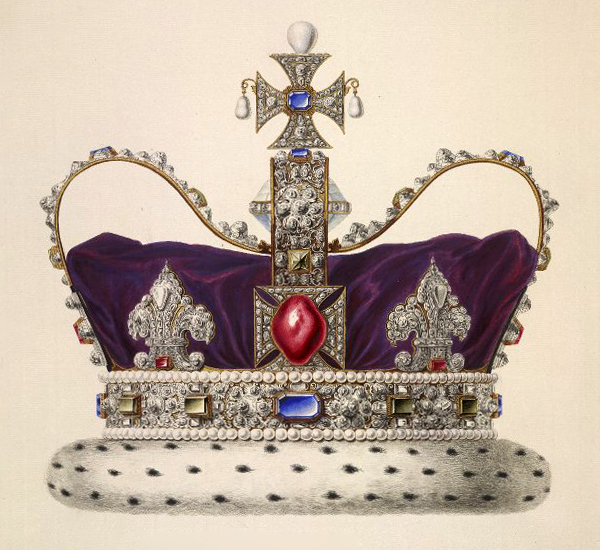
1731年画、ジョージ1世の王冠
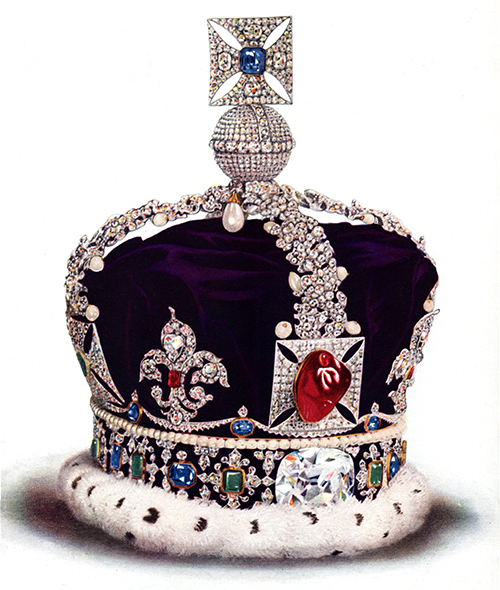
1919年頃画

### 現在の王冠
現在の大英帝国王冠は 1937年にジョージ6世の戴冠式で用いるためガラードの宝石職人たちによって制作された。これは以前ヴィクトリア女王のために制作された大英帝国王冠の正確な複製だが、軽量化と装着感の改善が図られた。この王冠はエリザベス2世の戴冠式のために改修され、見栄えがやや女性的となり、1インチほど低くなった。
この王冠は 910g とやや重いため、王や女王はしばしば私邸で大英帝国王冠を着けたり外したりすることがある。イギリス議会開会式における演説（国王演説）のための2時間の臨席に備え、そうして重さと装着感に慣れておくのである。ある侍従によると、議会開会式の朝にエリザベス2世女王はこの王冠をつけたまま朝食をとり新聞を読んでいたそうである。

## 保管と修繕
議会開会式で使われている時を除けば、この大英帝国王冠はその他のイギリス王室祭具と共にロンドン塔の宝物館で見られるかもしれない。ロンドン塔ではそれらに混じって、ジョージ1世、ジョージ4世、ヴィクトリア女王が使ったかつての大英帝国王冠のフレームも保管されている。
最も頻繁に使用される王冠として、大英帝国王冠はしばしば新しいものに取り替えられる。理由としては経年によるもの、重さによるもの、王や女王の嗜好によるもの、使用に伴う避けがたい傷みによるもの、が挙げられる。その使用頻度から、外観の修繕と改修が最も必要とされる王冠でもある。

## 使用例

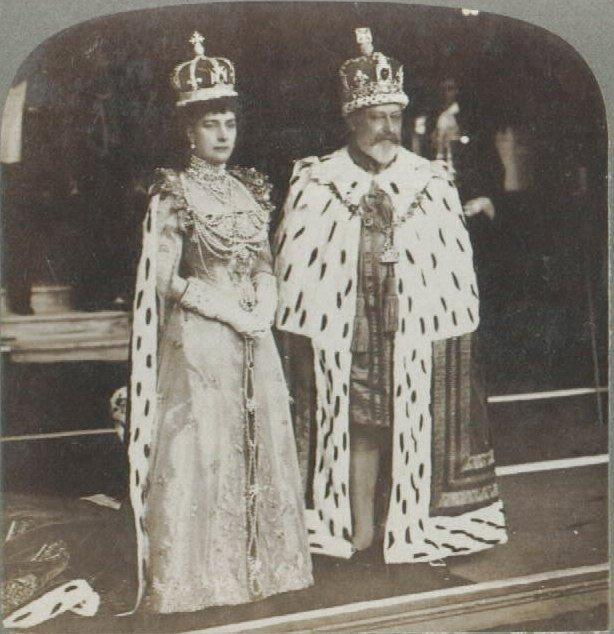
1902年8月撮影、エドワード7世の戴冠式
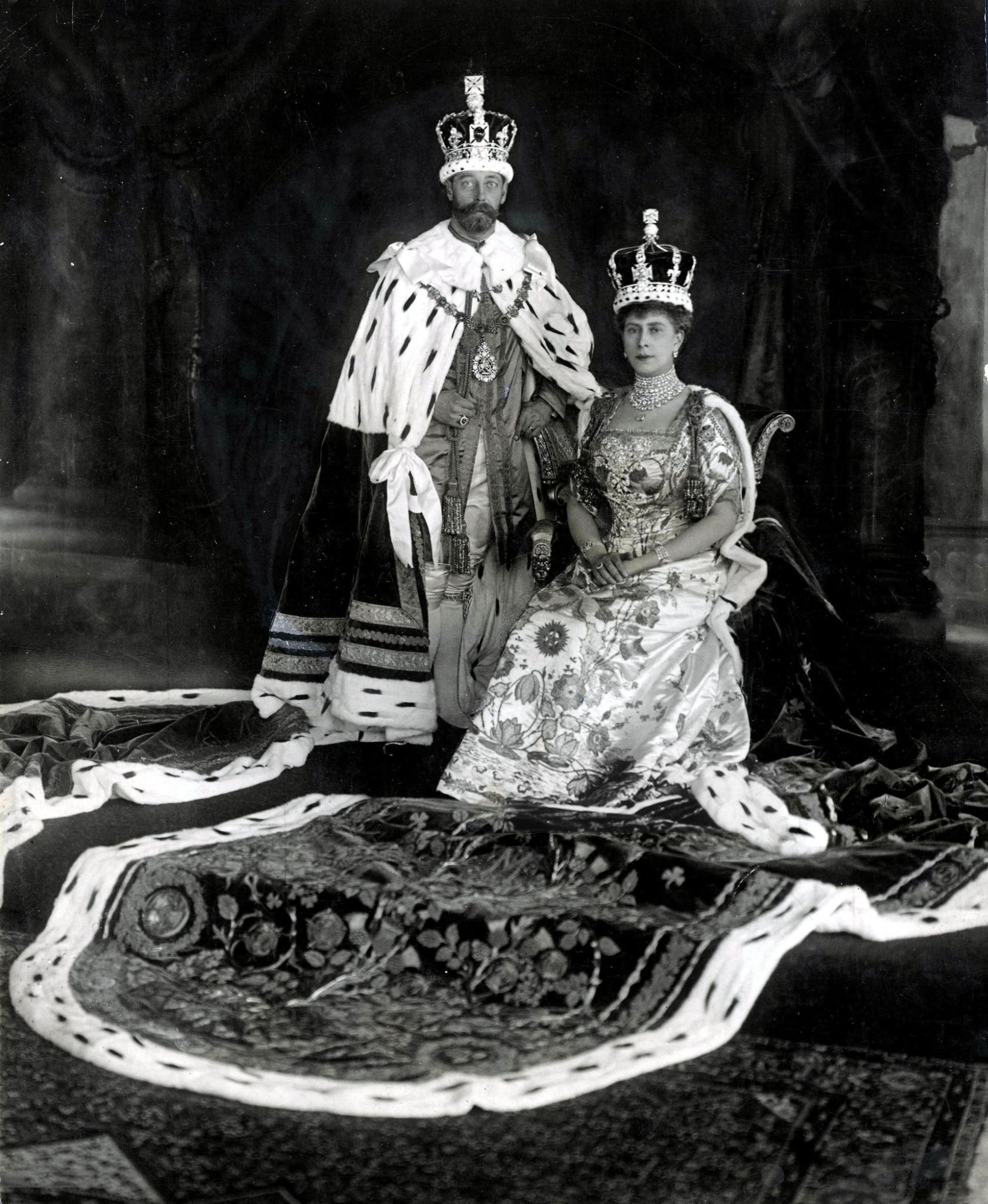
1911年6月撮影、ジョージ5世の戴冠式
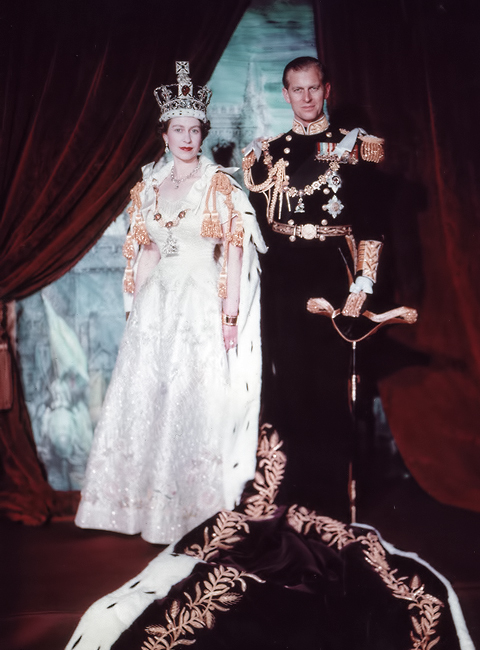
1953年6月撮影、エリザベス2世の戴冠式